# Transcript Verlag
Transcript (eigene Schreibweise: transcript) ist ein wissenschaftlicher Fachverlag mit Sitz in Bielefeld. Die Schwerpunkte des Verlages liegen in den Kultur-, Sozial- und Geisteswissenschaften, in Geschichte, Philosophie und Ökonomie sowie im Kulturmanagement und in den Museum Studies. Unter dem Label transcript.learning legt der Verlag Bildungsmedien für die Hochschule und lebenslanges Lernen auf. Geschäftsführerinnen sind Roswitha Gost und Karin Werner.

## Geschichte
Der Verlag wurde 1997 von Roswitha Gost, Karin Werner und Oliver Schönebäumer gegründet. Als erster Titel erschien Karin Werners Dissertation Between Westernization and the Veil. Contemporary Lifestyles of Women in Cairo. Transcript ist wie andere deutsche wissenschaftliche Verlage ein Zuschussverlag. Das bedeutet, dass Wissenschaftler in der Regel für die Veröffentlichung ihrer Forschungsergebnisse bezahlen und keine Honorare für die Veröffentlichung ihrer Dissertationen oder Sammelbände erhalten. 2013 hat transcript damit begonnen, sich im Open-Access-Publishing zu engagieren. Der Verlag ist seit 2014 Publisher-Partner des Verlags de Gruyter für den Vertrieb von E-Books. 2019 ist transcript der Open-Access-Community Enable OA beigetreten. Im gleichen Jahr wurde der Verlag Publikationspartner der Universität Bielefeld mit dem gemeinsamen Imprint Bielefeld University Press (BiUP). Seit 2020 ist transcript Gesellschafter der Verlagskooperative Uni-Taschenbücher (UTB). Ein Jahr später folgte eine Publikationspartnerschaft mit der Universität für Musik und darstellende Kunst Wien (mdw) im Rahmen eines Open-Access-Publishing-Agreements (mdwPress). Seit 2021 betreibt der Verlag ein vom Bundesministerium für Bildung und Forschung (BMBF) gefördertes Forschungsprojekt mit dem Ziel der Open-Access-Transformation der Wissenschaft (TOAA). transcript veröffentlicht in diesem Rahmen drei komplementäre Titel-Kollektionen seines Programms im Open Access: eine Open Library Medienwissenschaft, "Best Performer" mit hohen Rezeptionschancen und Lehrbücher. 2022 wurde die neue Marke für Bildungsmedien transcript.learning gegründet.

## Verlagsprogramm
Das Verlagsprogramm beinhaltet ausgewählte und qualitätsgeprüfte Buch- und Zeitschriftenpublikationen aus verschiedenen geistes- und sozialwissenschaftlichen Disziplinen. Der Fokus des Programms liegt auf gegenwarts- und zukunftsorientierten Analysen. Im Zentrum stehen Makro-Entwicklungen wie die Digitalisierung, der Klimawandel, Nachhaltigkeit, Gesundheit (Public Health), Flucht/Migration, gesellschaftlicher Zusammenhalt und die Zukunft der Demokratie. Theoretische Perspektiven werden dabei u. a. von Differenztheorien wie der Systemtheorie, aber auch von kritischen Perspektiven aus den Gender, Science, Cultural und Media Studies geliefert. Der Verlag bringt nach eigenen Angaben etwa 450–500 Neuerscheinungen pro Jahr heraus und verfügt über eine Backlist von über 6000 Titeln. Darunter befinden sich ca. 800 englischsprachige Publikationen, die mit internationalen Vertriebspartnern global vermarktet werden. Mit den zeitdiagnostischen Essays der Reihe X-Texte spricht der Verlag ein über die wissenschaftliche Klientel hinausgehendes Publikum an; mit der Lehrbuch-Reihe Einsichten wurde er in den Sozialwissenschaften bekannt. Seit 2020 setzt der Verlag zusätzlich verstärkt auf hybride und Online-Bildungsmedien.

## Open Access
Ein wachsender Teil der Publikationen (rund 1400 bis Juni 2022) des Verlags erscheint im Open Access; der Verlag legt dazu die eigene OA-Plattform transcript.open auf und kooperiert zur Open-Access-Förderung nach eigenen Angaben mit verschiedenen Initiativen und Programmen. Transcript steht auf Rang 20 unter den Open-Access-Publishern in Europa. Für eine Open-Access-Publikation im eigenen Programm stellt Transcript zurzeit mindestens 5.000 Euro (zzgl. MwSt.) in Rechnung, für eine Standardpublikation von ca. 300 Seiten werden mindestens 5.800 EUR (zzgl. MwSt.) veranschlagt.

## Neue Publikationsformen
Ein Ziel der Arbeit des Verlags liegt nach eigenen Aussagen in der Weiterentwicklung und Innovation der vorhandenen Publikationsformen des wissenschaftlichen Publizierens. Gemeinsam mit den Herausgebern und Herausgeberinnen der Reihe Digital Humanities Research, v. a. Silke Schwandt, entwickelt transcript ein eigenes Publishing Array für die Digital Humanities. Dieses Projekt ist zugleich scholar led und verlagsgetrieben und findet im Rahmen von Bielefeld University Press statt.

## Neue Formen der Buchherstellung
Als Partner der Leipziger Firma letex publiziert transcript jährlich ca. 300 Bücher und Zeitschriftenausgaben medienneutral. Damit werden die Voraussetzungen für diverse zeitgemäße Formen der Nachnutzung der XML-Daten geschaffen. Diese sind vor allem für Forscher und Forscherinnen in den Digital Humanities von Interesse.

## Plagiatsvorwürfe gegenDie Gesellschaft des Zornsvon Cornelia Koppetsch
2019 erschien Die Gesellschaft des Zorns. Rechtspopulismus im globalen Zeitalter von Cornelia Koppetsch bei transcript, nachdem das Manuskript zuvor vom Suhrkamp-Verlag abgelehnt worden war. Das Buch wurde positiv aufgenommen und entwickelte sich zum Bestseller. Im Sommer 2019 wurde der Verlag informiert, dass das Buch in seiner Erstausgabe plagiierte Passagen aus dem Buch Die Republik der Angst von Frank Biess enthielt. Auf Empfehlung der Ombudsstelle für die Wissenschaft der Deutschen Forschungsgemeinschaft wurden die Passagen für die zweite Auflage des Buchs (ebenfalls 2019) teilweise korrigiert, der Eingriff aber nicht transparent gemacht. Ende 2019 wurden zahlreiche weitere Plagiatsvorwürfe gegen die Autorin erhoben. Transcript zog den Titel, der in zweiter Auflage vorlag, daraufhin Ende 2019 zurück und verzichtete auf eine dritte Auflage. Die TU Darmstadt kündigte an, ein Disziplinarverfahren wegen wissenschaftlichen Fehlverhaltens gegen Koppetsch einzuleiten. Dieses Verfahren ist mittlerweile abgeschlossen.

## Zeitschriften
Im transcript Verlag erscheinen derzeit 11 Zeitschriften, davon drei im Goldenen Open Access. Seit 2007 erscheinen jährlich zwei Ausgaben der Zeitschrift für Kulturwissenschaften (ZfK). Die ZfK bietet eine „Plattform für interdisziplinäre Diskussion und Kontroverse“, die sich insbesondere an jüngere Wissenschaftler wendet, die aktuelle fächerübergreifende Ansätze entwickeln. Sie wurde 2007 von Thomas Hauschild und Lutz Musner begründet und bis 2012 von ihnen herausgegeben. Seit 2013 sind Karin Harrasser und Elisabeth Timm die Gesamtherausgeberinnen. Seit 2017 erscheint die Zeitschrift für Medienwissenschaft (ZfM) bei transcript.